# Đảo Skull (Washington)
Đảo Skul (Đầu lâu), là một trong những đảo thuộc quần đảo San Juan, quận San Juan, tiểu bang Washington, Hoa Kỳ. Đảo có tổng diện diện 2,5 mẫu Anh (1,0 ha), đảo Skul tọa lạc trong vịnh Massacre, ngoài khơi đảo Orcas. Đảo này có nghĩ là "đầu lâu", vốn có tên như vậy bởi một nhóm người ở Lummi bị giết chết bởi bọn cướp biển năm 1858, và hài cốt của nhóm người này đã được tìm thấy trên đảo này.